# Miguel Romera-Navarro
Miguel Romera-Navarro (* 29. September 1885 in Almería; † 3. Mai 1954 in Austin (Texas)) war ein US-amerikanischer Romanist, Hispanist und Literaturwissenschaftler spanischer Herkunft.

## Leben und Werk
Romera-Navarro studierte in Granada und Madrid Jura und Philologie. 1912 ging er nach New York City und wurde Mitarbeiter der Frauenzeitschrift The Delineator. Hugo Albert Rennert veranlasste 1926 seine Anstellung als Instructor der University of Pennsylvania. 1927 promovierte er an dieser Universität mit der Arbeit Miguel de Unamuno, novelista, poeta, ensayista (Madrid 1928), erwarb die US-amerikanische Staatsangehörigkeit und war von 1927 bis 1947 ebenda Professor. Ab 1933 hatte er verschiedene Funktionen in der Herausgabe der Zeitschrift Hispanic Review.

1947 wurde er an die University of Texas at Austin berufen (als Distinguished Professor of Romance Languages) und begründete dort (mit Elmer Richard Sims) die Reihe „University of Texas Hispanic Studies“.

Romera-Navarro war korrespondierendes Mitglied zahlreicher Akademien.

## Weitere Werke
- Ensayo de una filosofia feminista (Refutación A Moebius), Madrid 1909
- Feminismo jurídico. Derechos civiles de la mujer, delincuencia femenina, sus derechos políticos, Madrid 1910
- El Hispanismo en Norte-América. Exposición y crítica de su aspecto literario, Madrid 1917
- América española, New York 1919
- Historia de la literatura española, Boston/New York/Chicago 1928, Boston 1949
- Historia de España, Boston 1932
- (Hrsg.) Antología de la literatura española, desde los orígenes hasta principios del siglo XIX, Boston/Chicago/London 1933
- La preceptiva dramática de Lope de Vega y otros ensayos sobre el Fénix, Madrid 1935
- (Hrsg.) Baltasar Gracián, El Criticón, 3 Bde., Philadelphia/London 1938-1940, Hildesheim/New York 1978
- Estudio del autógrafo de "El Héroe" graciano. Ortografía, correcciones y estilo, Madrid 1946
- Interpretación pictórica del "Quijote" por Doré, Madrid 1946
- Estudios sobre Gracián, Austin 1950
- Registro de lexicografía hispánica, Madrid 1951
- Autógrafos cervantinos. Estudio, Austin 1954
- (Hrsg.) Baltasar Gracián, Oráculo manual y arte de prudencia Madrid, 1954
- (Hrsg. mit Jorge Martin Furt) Baltasar Gracián, El Discreto, Buenos Aires 1960